# Triploechus divisus
Triploechus divisus är en tvåvingeart som beskrevs av Cresson 1919. Triploechus divisus ingår i släktet Triploechus och familjen svävflugor. Inga underarter finns listade i Catalogue of Life.